# Torhouse

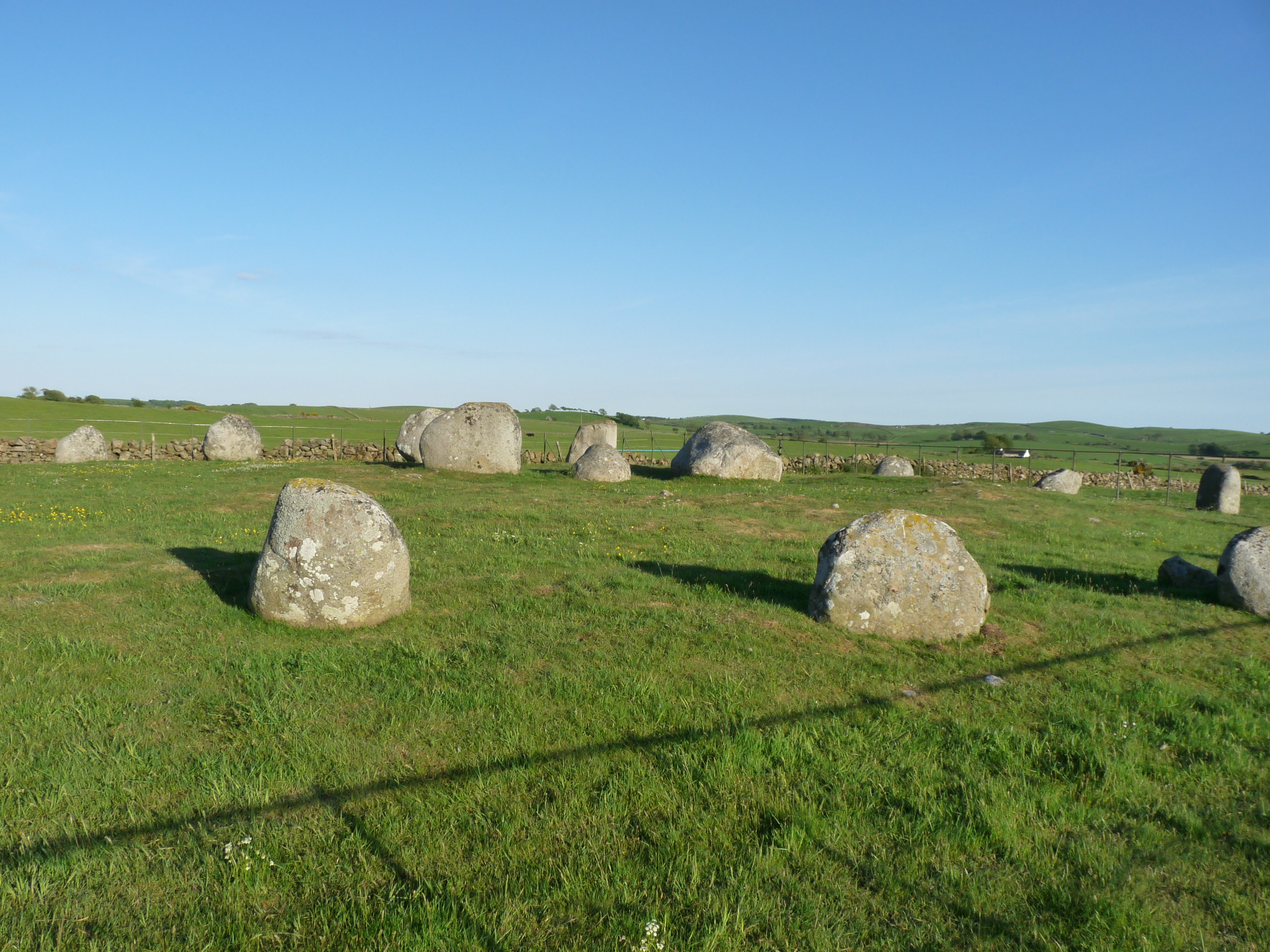
Cerchio di pietra a Torhouse.

Torhouse è un monumento megalitico composto da diciannove grossi massi di granito posti in circolo sul territorio di Torhouse, circa 5 chilometri a ovest di Wigtown, Scozia.

## Descrizione
Il cerchio si compone anche di tre larghi massi posti al centro del complesso. Questo è l'unico circolo di pietra di questo tipo nella zona di Machars ed è più simile a quelli che si trovano nel nord-est a sud-ovest della Scozia o dell'Irlanda. Il sito è leggermente sollevato rispetto al livello del suolo ed è uno dei meglio conservati del suo genere in Gran Bretagna. Non è mai stato scavato. Fu utilizzato come discarica per le pietre dei campi vicini, ma venne ripulito nel 1929.
Il diametro del cerchio è tra 18,6 e 20,1 metri e le pietre si trovano a una distanza compresa tra 1,5 e 3,3 metri le une dalle altre. Le pietre sul lato ovest sono più piccole e quelle a est sono disposte più vicine tra loro.
I tre massi posti all'interno del cerchio (insolita caratteristica per dei cerchi di pietra)  
hanno la seguente configurazione: una piccola pietra centrale affiancata da due massi più grandi. La pietra centrale è leggermente inclinata ed è alta circa 64 cantimenti. 
Le pietre adiacenti misurano circa un metro di altezza. L'allineamento delle tre pietre centrali è da nord-est a sud-ovest.

## Tradizioni locali
Anche se si suppone che siano state un circolo druidico (tempio o corte di giustizia), la tradizione locale sostiene che esso sia la tomba del re Galdus. Galdus si ritiene che abbia combattuto i Romani nell'80 d.C. e si pensa che il nome della contea di Galloway derivi proprio da questo re. (anche se approfonditi studi sul toponimo hanno screditato questa teoria). Le pietre centrali si pensa che indichino il suo effettivo luogo di sepoltura. Le tre pietre in piedi a nord della vicina strada presumibilmente segnano il luogo di sepoltura di tre suoi generali che sono morti con lui in battaglia. Nelle vicinanze si trovano numerosi tumuli ritenuti il luogo di sepoltura dei normali soldati.